# Aviv Geffen
Aviv Geffen (in ebraico אביב גפן‎?; Ramat Gan, 10 maggio 1973) è un musicista, cantautore e produttore discografico israeliano.
È il figlio dello scrittore e poeta Yehonatan Geffen, fratello di Shira Geffen. Si è laureato alla Rimon School of Jazz and Contemporary Music.
È molto popolare tra i giovani israeliani, da lui soprannominati "Moonlight Children".
Le sue simpatie per la sinistra israeliana si riflettono anche nella sua musica, che contiene temi come l'amore, la pace, ma anche la morte, il suicidio e il rifiuto di servire nell'esercito, tema, quest'ultimo, che lo riguarda personalmente, vista la sua decisione di non prestare servizio nelle Forze di Difesa Israeliane - anche se pare che abbia evitato l'arruolamento per motivi di salute.

## Biografia
La prima canzone di Geffen risale al 1990, "Chaver", che in israeliano significa "amico", scritta con la band "Cats in the Piping".
Nel 1991 pubblica, invece, il suo primo album, Ze Rak Or Hayareach, di cui ha composto tutte le musiche e i testi.
Nel 1992 ha una parte minore nella serie televisiva israeliana Una questione di tempo. Nello stesso anno, scrive anche una canzone per il film israeliano The Beach Boys, che in seguito entrerà a far parte del repertorio della sua band.
Nel 1993 pubblica il suo secondo album, Achshav Meunan, che prima della fine dell'anno ottiene un disco d'oro. I testi di questo lavoro sono caratterizzati dall'insoddisfazione della sua generazione per il governo israeliano e la politica in generale.
Nel 1994, Geffen pubblica - ed autoproduce - il suo terzo album, Aviv Geffen III, che segna un cambiamento radicale nel suono. L'album contiene il grande successo: "Run Away (Ha'im Lehiot Mehohav Bach)", presto seguito da un video promozionale. 
Il successivo album, Nowhere (Shumakom), incentrato sulla speranza di pace tra Israele ed i suoi vicini, è per lui un grande trampolino di lancio: il 4 novembre 1995, infatti, viene invitato a cantare alla grande manifestazione a sostegno del processo di pace. In quest'occasione presentò il pezzo "Cry for You" (Livkot Lekha), dedicato all'allora primo ministro Yitzhak Rabin, che la notte dopo fu assassinato. Proprio per questo motivo, "Cry for You" è diventato una sorta di inno nazionale giovanile, e in particolare del movimento "Candela Children". 
Nel 1996, pubblica due nuove canzoni: La Lettera (Hamikhtav). La ribellione(Mered Hadmaot).
Nello stesso anno Geffen ha registra quella che in seguito verrà definita "La versione israeliana di Imagine, in ebraico "Shir Tikva".
Nel 1997, invece, Geffen pubblica la sua prima compilation, che comprende un CD con le migliori canzoni degli inizi, e un secondo CD che include B-Sides e performance live. 
Nel tentativo di ampliare il suo pubblico a livello globale, Geffen pubblica nello stesso anno uno dei suoi album più insoliti - "Halulim". Come il suo celebre "Fratelli", viene prodotto da Moshe Levi. A differenza dei precedenti, le sonorità di questo risultano dure, fredde, fortemente distorte. E, forse, questo cambiamento di fronte è uno dei motivi per cui questo disco non ha avuto un grande successo commerciale.
È del 1999 il disco Notti bianche (Leilot Levanim), ottavo album in studio di Geffen, con on Moshe Levi di nuovo come produttore.
Stavolta si tratta di un album dolce e melodico, che comprende anche il celebre "Mexico", brano che è rimarrà in vetta alla classifica israeliana per lungo tempo.

### Gli anni 2000 ed il presente
Nel settembre 2000, Geffen pubblica il suo nono album "Yoman Masa" ("Gazzetta"). Per la prima volta prodotto da Louie Lahav, e con una nuova etichetta - "Helicon". Geffen qui ha collaborato con due colleghi importanti - Daniel Salomon e Moshe Levi, che è stato coinvolto nella orchestrazione. Aviv ha registrato 11 canzoni melodiche, con una bonus track - un omaggio a Bob Dylan - la cover in  israeliano di "Gonna Fall Hard Rain's A (Geshem Kaved Omed Lipol)" (tradotto dal padre). L'album ha prodotto tre brani notevoli per Geffen: "Wake Up (Uri Ur)", "Scars (Zalakot)" & "Journal (Yoman Masa)" (insieme a Arik Einstein).
Nel 2001 Geffen ha iniziato a collaborare con stelle del rock britannico quali Steven Wilson, con cui ha creato la band Blackfield. Blackfield combina le capacità musicali di entrambi i musicisti. Aviv ha anche tradotto le sue canzoni in inglese. Da allora, la band è andata in tour diverse volte e ha realizzato due album molto acclamati a metà degli anni 2000 (vedi oltre).
Due anni dopo "Journal" - nell'aprile 2002 Geffen pubblica l'album Memento mori, dedicato a sua nonna morta poco tempo prima della pubblicazione dell'album. La frase latina significa "ricordati che devi morire". L'album contiene due pezzi importanti: "Ray of Light (Keren Or)" e "Moving Forward (Holech Kadima)."
Nel 2003 è stato realizzato il film documentario israeliano "Aviv"  incentrato sulla vita di Aviv Geffen. Il film è stato presentato al Bangkok International Film Festival.
Dopo aver pubblicato due album come Blackfield, Geffen nel novembre 2007 ha annunciato che stava registrando il suo primo album in lingua inglese. Nel gennaio 2008 il suo 'fine del mondo' è arrivato alla numero uno in Polonia. Lui si è anche esibito al Bush Hall di Londra. Ha pubblicato un singolo (Silence) alla fine del 2008. Dal mese di gennaio 2009 è stato in tour europeo, con date in Cracovia, Berlino, Amburgo, Colonia, Amsterdam, Monaco di Baviera, Parigi e Londra.
Nel mese di giugno, ha iniziato una nuova registrazione, avvenuta ai Sarm West Studios, con Trevor Horn (produzione) e Steven Wilson e Mike Garson (album). Queste sessioni hanno portato al suo album di debutto in lingua inglese, Aviv Geffen, uscito verso la fine dell'estate 2009.

## Discografia

### Solista
- 1992 - Ze Rak Or Hayareach
- 1993 - Ahshav Meunan
- 1994 - Aviv Geffen III
- 1995 - Shumakom
- 1996 - HaMihtav
- 1997 - Hayareach Malee
- 1998 - Halulim
- 1999 - Leyloth Levanim
- 2000 - Yoman Masah
- 2002 - Memento mori
- 2006 - Im Hazman
- 2006 - Rak Shirey Ahava
- 2009 - Aviv Geffen

### Con i Blackfield
- 2004 - Blackfield
- 2007 - Blackfield II
- 2011 - Welcome to My DNA
- 2013 - Blackfield IV
- 2017 - Blackfield V

### Collaborazioni
- 1993 - Keren Hachth, album Keren Hachth
- 1999 - Rockfour, album Rockfour Live
- 2002 - Porcupine Tree, album In absentia
- 2002 - Daniel Salomon, album Daniel Salomon, (anche produttore)
- 2003 - Shachar Even-Tzur, album Eyrumim ("Naked"), (anche produttore)
- 2005 - Daniel Salomon, album Rabot HaDrachim, ("There's Many Ways")
- 2006 - Ninet Tayeb, album Yehefa, ("Barefoot"), (anche produttore)